# Achille
Achille – miasto w Stanach Zjednoczonych, w stanie Oklahoma, w hrabstwie Bryan.